# Bertil von Schweden

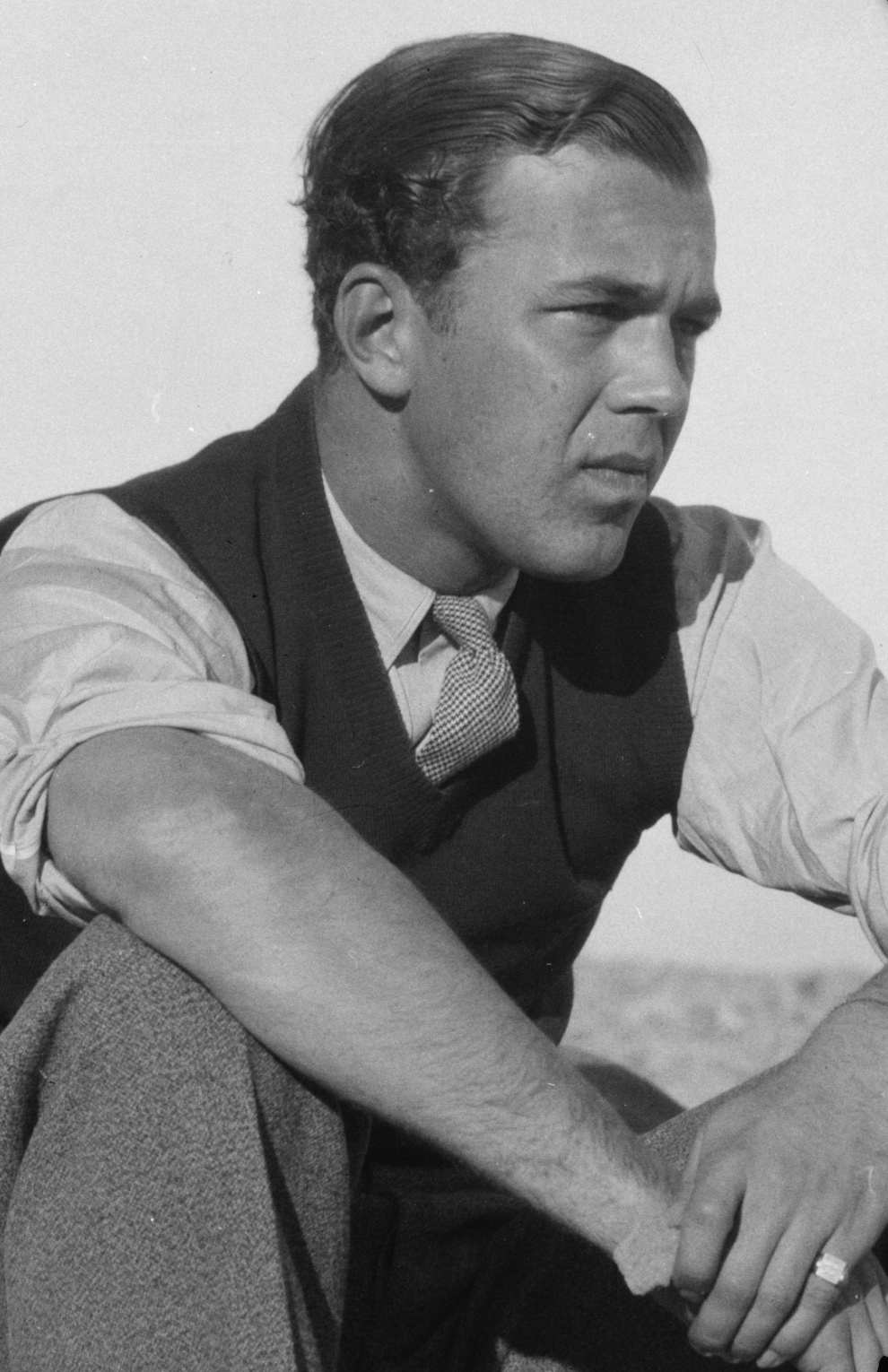
Prinz Bertil (1934)

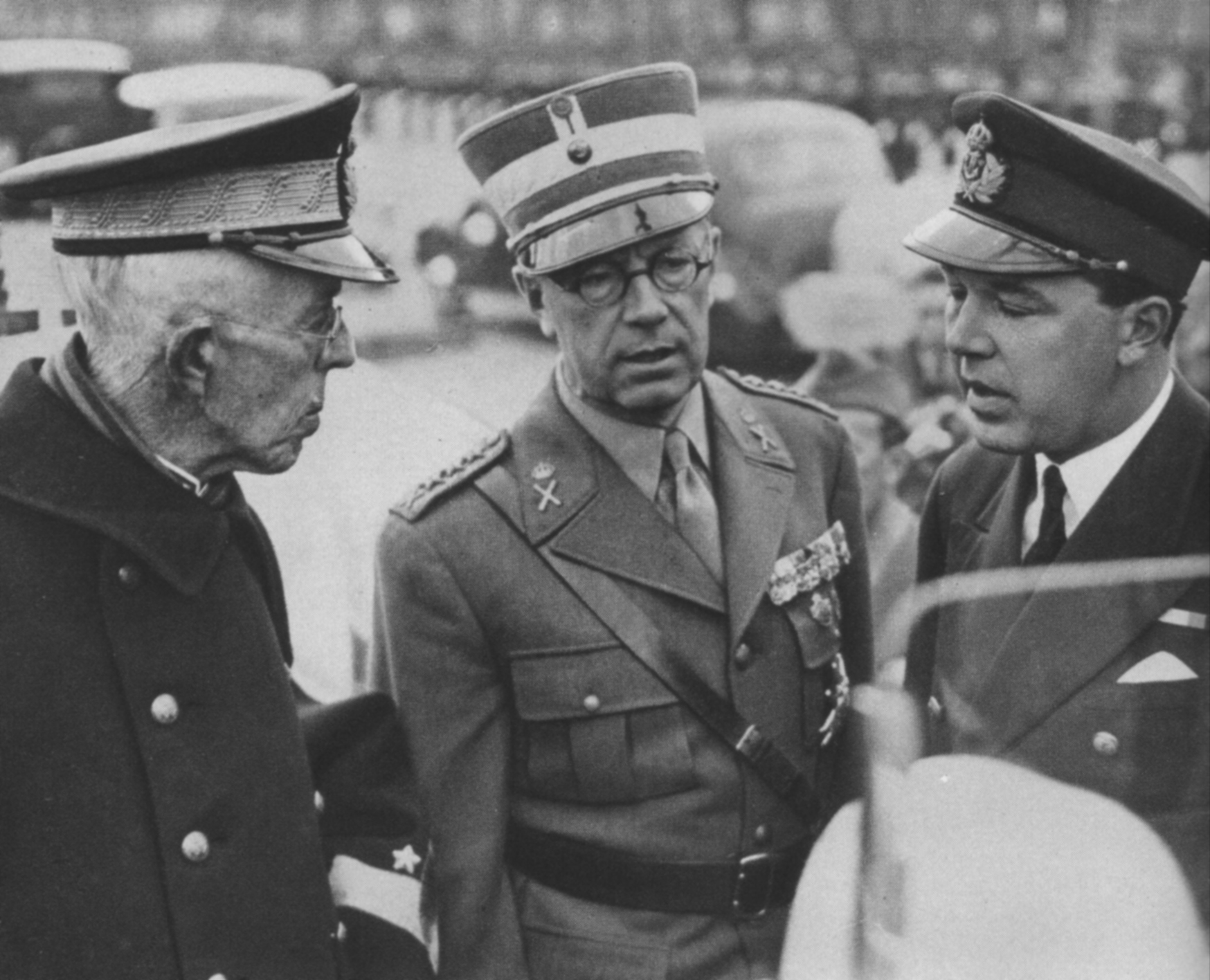
Prinz Bertil (rechts) 1943, mit seinem Großvater, König Gustav V. (links), und seinem Vater, dem damaligen Kronprinzen Gustav Adolf (Mitte).

Bertil Oskar Carl Gustaf Eugén, Prinz von Schweden und Herzog von Halland (* 28. Februar 1912 in Stockholm; † 5. Januar 1997 ebenda) war der dritte Sohn von König Gustav VI. Adolf von Schweden und dessen erster Frau, Margaret von Connaught.

## Leben
Als Prinz Bertil 1943 als Marineattaché bei der schwedischen Botschaft in London arbeitete, lernte er die verheiratete Lilian Craig (geborene Davies) kennen, mit der er sehr bald ein Liebesverhältnis begann. Als sein älterer Bruder Erbprinz Gustav Adolf 1947 starb, hinterließ er einen erst drei Monate alten Sohn, Carl Gustaf (* 1946). Da andere Anwärter ihre Plätze in der Erbfolge wegen nicht standesgemäßer Verbindungen aufgeben mussten, waren nur Bertil und sein Neffe Carl Gustaf thronfähig. Bertil entschied sich, seine bürgerliche, inzwischen geschiedene Freundin Lillian Davies aus Wales nicht zu heiraten, da ihn dies seinen Platz in der Thronfolge gekostet hätte und dann keine volljährige Person mehr als Regent für den noch minderjährigen Kronprinzen hätte dienen können. Erst nachdem sein Neffe 1973 den Thron bestiegen und im Juni 1976 Silvia Sommerlath geheiratet hatte, fragte Bertil um Erlaubnis, Lilian heiraten zu dürfen. Nachdem ihm der König dies gewährt hatte, heirateten Lilian und Bertil am 7. Dezember 1976 in der Palastkirche von Drottningholm in Anwesenheit des Königs und der Königin. 
So legitimiert, war Bertil weiterhin Thronfolger und auch Regent bei Verhinderung des Königs. Carl XVI. Gustafs erstes Kind Victoria wurde 1977 geboren, war aber als Mädchen zur Thronfolge nicht zugelassen. Erst 1979 wurde Bertil als Thronfolger durch Carl Gustafs zweites Kind Carl Philip abgelöst. Stellvertreter des Königs blieb er, da der Thronerbe noch minderjährig war. 1980 wurde Victoria durch eine Änderung des Thronfolgegesetzes Thronerbin. Bis zu seinem Tode behielt Bertil Bernadotte das Thronfolgerecht nachrangig nach Carl XVI. Gustavs Nachkommen.
Bertil war in Schweden sehr beliebt. Seinem Hobby als Autorennfahrer ging er in den 1930er Jahren aus Rücksicht auf seinen adeligen Stand unter dem Pseudonym Monsieur Adrian nach. Jedes Jahr bekam er einen neuen Saab, denn er liebte Autos und hatte oft Ideen für deren Weiterentwicklung. So brachte er 1970 zusammen mit dem damaligen Saab-Marketingleiter Sten Wennlo Scheinwerfertrockner auf den Markt.
Der Prinz war ein Bruder der Königin Ingrid von Dänemark (geborene Prinzessin Ingrid von Schweden), der Mutter von Königin Margrethe II. von Dänemark. 
Bertil war von 1973 bis 1997 Großmeister der schwedischen Freimaurerei. Das zum größten Teil in den skandinavischen Ländern praktizierte Schwedische Lehrsystem wird auch in Deutschland von der Großen Landesloge der Freimaurer von Deutschland bearbeitet.

## Vorfahren
| Ahnentafel von Bertil von Schweden | Ahnentafel von Bertil von Schweden                                                              | Ahnentafel von Bertil von Schweden                                                             | Ahnentafel von Bertil von Schweden                                                                                      | Ahnentafel von Bertil von Schweden                                                              | Ahnentafel von Bertil von Schweden                                                                                       | Ahnentafel von Bertil von Schweden                                                                                                | Ahnentafel von Bertil von Schweden                                                                                   | Ahnentafel von Bertil von Schweden                                                                                   |
| ---------------------------------- | ----------------------------------------------------------------------------------------------- | ---------------------------------------------------------------------------------------------- | --- | ----------------------------------------------------------------------------------------------- | --- | --- | --- | --- |
| Ururgroßeltern                     | König Oskar I. (1799–1859) ⚭ 1823 Prinzessin Josephine Beauharnais von Leuchtenberg (1807–1876) | Herzog Wilhelm I. von Nassau (1792–1839) ⚭ 1829 Prinzessin Pauline von Württemberg (1810–1856) | Großherzog Leopold von Baden (1790–1852) ⚭ 1819 Prinzessin Sophie Wilhelmine von Schleswig-Holstein-Gottorf (1801–1865) | Kaiser Wilhelm I. (1797–1888) ⚭ 1829 Prinzessin Augusta von Sachsen-Weimar-Eisenach (1811–1890) | Herzog Ernst I. von Sachsen-Coburg und Gotha (1784–1844) ⚭ 1817 Prinzessin Luise von Sachsen-Gotha-Altenburg (1800–1831) | Prinz Edward Augustus, Duke of Kent and Strathearn (1767–1820) ⚭ 1818 Prinzessin Victoire von Sachsen-Coburg-Saalfeld (1786–1861) | Prinz Carl von Preußen (1801–1883) ⚭ 1827 Prinzessin Marie von Sachsen-Weimar-Eisenach (1808–1877)                   | Herzog Leopold IV. von Anhalt-Dessau (1794–1871) ⚭ 1818 Prinzessin Friederike von Preußen (1796–1850)                |
| Urgroßeltern                       | König Oskar II. (1829–1907) ⚭ 1857 Prinzessin Sophia von Nassau (1836–1913)                     | König Oskar II. (1829–1907) ⚭ 1857 Prinzessin Sophia von Nassau (1836–1913)                    | Großherzog Friedrich I. von Baden (1826–1907) ⚭ 1856 Prinzessin Luise von Preußen (1838–1923)                           | Großherzog Friedrich I. von Baden (1826–1907) ⚭ 1856 Prinzessin Luise von Preußen (1838–1923)   | Prinz Albert von Sachsen-Coburg und Gotha (1819–1861) ⚭ 1840 Königin Victoria von Großbritannien und Irland (1819–1901)  | Prinz Albert von Sachsen-Coburg und Gotha (1819–1861) ⚭ 1840 Königin Victoria von Großbritannien und Irland (1819–1901)           | Prinz Friedrich Karl Nikolaus von Preußen (1828–1885) ⚭ 1854 Prinzessin Maria Anna von Anhalt-Dessau (1837–1906)     | Prinz Friedrich Karl Nikolaus von Preußen (1828–1885) ⚭ 1854 Prinzessin Maria Anna von Anhalt-Dessau (1837–1906)     |
| Großeltern                         | König Gustav V. (1858–1950) ⚭ 1881 Prinzessin Viktoria von Baden (1862–1930)                    | König Gustav V. (1858–1950) ⚭ 1881 Prinzessin Viktoria von Baden (1862–1930)                   | König Gustav V. (1858–1950) ⚭ 1881 Prinzessin Viktoria von Baden (1862–1930)                                            | König Gustav V. (1858–1950) ⚭ 1881 Prinzessin Viktoria von Baden (1862–1930)                    | Prinz Arthur, Duke of Connaught and Strathearn (1850–1942) ⚭ 1879 Prinzessin Luise Margareta von Preußen (1860–1917)     | Prinz Arthur, Duke of Connaught and Strathearn (1850–1942) ⚭ 1879 Prinzessin Luise Margareta von Preußen (1860–1917)              | Prinz Arthur, Duke of Connaught and Strathearn (1850–1942) ⚭ 1879 Prinzessin Luise Margareta von Preußen (1860–1917) | Prinz Arthur, Duke of Connaught and Strathearn (1850–1942) ⚭ 1879 Prinzessin Luise Margareta von Preußen (1860–1917) |
| Eltern                             | König Gustav VI. Adolf (1882–1973) ⚭ 1905 Prinzessin Margaret of Connaught (1882–1920)          | König Gustav VI. Adolf (1882–1973) ⚭ 1905 Prinzessin Margaret of Connaught (1882–1920)         | König Gustav VI. Adolf (1882–1973) ⚭ 1905 Prinzessin Margaret of Connaught (1882–1920)                                  | König Gustav VI. Adolf (1882–1973) ⚭ 1905 Prinzessin Margaret of Connaught (1882–1920)          | König Gustav VI. Adolf (1882–1973) ⚭ 1905 Prinzessin Margaret of Connaught (1882–1920)                                   | König Gustav VI. Adolf (1882–1973) ⚭ 1905 Prinzessin Margaret of Connaught (1882–1920)                                            | König Gustav VI. Adolf (1882–1973) ⚭ 1905 Prinzessin Margaret of Connaught (1882–1920)                               | König Gustav VI. Adolf (1882–1973) ⚭ 1905 Prinzessin Margaret of Connaught (1882–1920)                               |
| Bertil von Schweden                |                                                                                                 |                                                                                                | |                                                                                                 | | | | |